# Jakov Nenadović

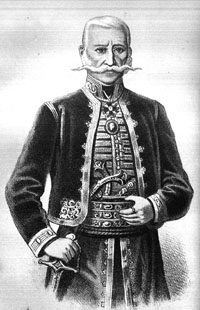
Jakov Nenadović

Jakov Nenadović (serbisch Јаков Ненадовић, * um 1765 in Brankovina bei Valjevo; † 1836 ebenda) war ein serbischer Wojwodenführer im Ersten Serbischen Aufstand, von 1810 bis 1811 Präsident der provisorischen Regierung Serbiens und von 1811 bis 1813 Innenminister. Jakov Nenadović gilt als der erste Innenminister Serbiens.
Jakov Nenadović war der jüngere Bruder des Knezen Aleksa Nenadović. Knezen waren Vorsteher von Dörfern oder Dorfgemeinschaften, die als Mittler zwischen der osmanischen Obrigkeit und der serbischen Bevölkerung dienten und zugleich für deren Abgaben verantwortlich waren. Aleksa Nenadović und andere einflussreiche Serben sahen die Gelegenheit für einen Volksaufstand gegen das Osmanische Reich gekommen, in welchem Knez Aleksa als Anführer des Aufstandes gehandelt wurde. Sie wurden jedoch verraten und die meisten von ihnen von Janitscharen ermordet, darunter auch Knez Aleksa. Der Aufstand der Serben begann trotzdem, als Anführer des Aufstandes wurde notwendigerweise der Heiduckenanführer Karađorđe gewählt.
Jakov Nenadović schloss sich von Beginn dem Aufstand an und wurde zu einer der einflussreichsten Persönlichkeiten im aufständischen Serbien. Als Wojwode ohne Heiduckenhintergrund kam er alsbald in Opposition zu den Heiduckenwojwoden und wurde Anführer der oppositionellen Partei zu Karađorđe. Auf sein Betreiben wurde 1807 der Sovjet praviteljstvujušči serbski, die provisorische Regierung im aufständischen Serbien gebildet, um die Machtbefugnisse Karađorđes und anderer Heiduckenwojwoden zu beschneiden. 1810 konnte sich die Opposition durchsetzen und Nenadović wurde zum Präsidenten der provisorischen Regierung gewählt. Aufgrund neuer politischer Verhältnisse fanden Nenadović und Karađorđe zusammen, und Nenadović trat 1811 als Präsident der provisorischen Regierung zurück, wurde aber dafür Minister für innere Angelegenheiten.
Als der Aufstand 1813 gebrochen wurde und die Osmanen das aufständische Serbien zurückeroberten, emigrierte Nenadović gemeinsam mit Karađorđe nach Moldau. 1816 befand er sich in Sankt Petersburg, um später nach Österreich zu emigrieren, wo er bis 1831 blieb. Er kehrte in seinen Geburtsort Brankovina bei Valjevo zurück, wo er 1836 verstarb.
Jakov Nenadović hatte einen Sohn, den Wojwoden Jefrem Nenadović. Dessen Tochter Persida wurde die Frau von Alexander Karađorđević.